# Garbniki (województwo warmińsko-mazurskie)
Garbniki (niem. Garbnicken) – wieś w Polsce położona w województwie warmińsko-mazurskim, w powiecie bartoszyckim, w gminie Górowo Iławeckie. W Narodowym Spisie Powszechnym z 1978 r. ujęta łącznie z Kiwajnami.
Dawny folwark majątku ziemskiego Dzikowo. W 1978 r. odnotowana jako wieś należąca do sołectwa Kiwajny.
Obecnie w miejscowości nie ma zabudowy.